# Gare de Aïn Douz
La gare de Aïn Douz est une gare ferroviaire algérienne située sur le territoire de la commune de Beni Mester, dans la wilaya de Tlemcen.

## Situation ferroviaire
Établie à une altitude de 821,500 m, la gare est située au point kilométrique (PK) 75,589 de la ligne de Tabia à Akid Abbes, où elle est précédée de la gare de l'Université de Tlemcen et suivie de celle de Zelboun.
| \| Tlemcen Ghazaouet Akid Abbes Maghnia Aïn Douz Tabia \| Localisation de la gare de Aïn Douz dans la wilaya de Tlemcen. |
| Tlemcen Ghazaouet Akid Abbes Maghnia Aïn Douz Tabia                                                                      |

## Histoire
La gare est mise en service en 1907 lors de l'ouverture de la section de Tlemcen à Turenne (actuelle Sabra) de la ligne de Sainte-Barbe-du-Tlélat à Oujda,.

## Service des voyageurs

### Dessertes
La gare de Aïn Douz est desservie par les trains régionaux de la liaison Tlemcen - Maghnia.